# عبدالرحمن الشمری
عبدالرحمن الشمری (انگلیسی: Abdurahman Al-Shammeri؛ زادهٔ ۲۳ فوریهٔ ۱۹۸۹) یک ورزشکار اهل عربستان سعودی است.
از باشگاه‌هایی که در آن بازی کرده‌است می‌توان به باشگاه فوتبال النصر عربستان سعودی و باشگاه فوتبال الاتفاق عربستان سعودی اشاره کرد.